# Marconi-Klasse
Die Unterseeboote der Marconi-Klasse wurden kurz vor dem Zweiten Weltkrieg von der italienischen Marine bestellt und vorwiegend im Atlantik eingesetzt.

## Baugeschichte
Vier der sechs Boote der Klasse wurden zwischen 1938 und 1940 von der OTO-Werft in Muggiano bei La Spezia gebaut, die übrigen zwei von der CRDA-Werft in Monfalcone. Die Klasse war nach dem italienischen Wissenschaftler Guglielmo Marconi benannt.
Die Marconi-Klasse bildete den Abschluss einer Entwicklung, die 1925 mit der Fieramosca-Klasse (Einhüllen-Typ) begonnen hatte und dann in den 1930er-Jahren mit dem Bau von acht weiteren U-Boot-Klassen fortgeführt wurde. Die Marconi-Klasse war eine Weiterentwicklung der Marcello-Klasse und der vorherigen Glauco-Klasse. Im Vergleich zu den Vorgängerklassen hatten die Marconi-Boote eine größere Verdrängung und einen größeren Fahrbereich, was jedoch zu einer schlechteren Manövrierbarkeit führte. Eine nachteilige Rolle spielte in diesem Zusammenhang der zunächst zu hohe Turm, der jedoch im Verlauf des Krieges umgebaut wurde. Weitere technische und logistische Schwierigkeiten entstanden dadurch, dass die Regia Marina zu viele Klassen mit jeweils zu wenigen Booten bauen ließ.

## Einsatzgeschichte
Obwohl nur eines der sechs Boote den Krieg vorübergehend überstand, gehörten sie mit zu den erfolgreichsten Booten überhaupt, auch angesichts der Tatsache, dass sie nur wenige Monate zum Einsatz kamen. Vom italienischen Stützpunkt in Bordeaux (Betasom) aus operierend, versenkten sie im Atlantik und im Indischen Ozean 38 Schiffe (216.227 BRT) und beschädigten 17 weitere (116.686 BRT). Dabei war das R.Smg. Leonardo da Vinci das erfolgreichste italienische U-Boot des Zweiten Weltkriegs.
Da sich die schwerfälligen italienischen Langstreckenboote immer weniger für offensive Operationen eigneten und der deutschen Kriegsmarine ausgebildete Besatzungen für ihre sehr guten Boote vom Typ VIIC fehlten, einigte man sich 1942 darauf, sieben deutsche Boote mit italienischer Besatzung einzusetzen und ebenso viele italienische Boote für Transportaufgaben, insbesondere für Fahrten nach Japan umzubauen. Von der Marconi-Klasse wurde das Boot Torelli für diesen Zweck umgebaut. Als der von Italien mit den Alliierten geschlossene Waffenstillstand am 8. September 1943 in Kraft getreten war, wurde Torelli im Hafen von Singapur von den Japanern eingezogen und dann den Deutschen übergeben, die es als UIT-25 mit einer gemischten deutsch-italienischen Besatzung einsetzten. Nach der Kapitulation Deutschlands im Mai 1945 übernahm es die Kaiserlich Japanische Marine als I-504 mit einer Besatzung aus drei Nationen. Nach der japanischen Kapitulation ging das Boot zunächst an die United States Navy, die es wenige Monate später vor Kōbe im Pazifik versenkte.

## Boote der Klasse
| Boot                 | Namensgeber          | Bauwerft          | Kiellegung | Stapellauf | Indienststellung | Bemerkung                                                                                                |
| -------------------- | -------------------- | ----------------- | ---------- | ---------- | ---------------- | --- |
| Alessandro Malaspina | Alessandro Malaspina | OTO Muggiano (SP) | 1.03.1939  | 18.02.1940 | 20.06.1940       | 16.383 BRT versenkt, Totalverlust (24. September 1941), Korvettenkapitän. Giuliano Prini                 |
| Guglielmo Marconi    | Guglielmo Marconi    | CRDA Monfalcone   | 19.09.1938 | 30.07.1939 | 8.02.1940        | Escort versenkt, 17.673 BRT versenkt, Totalverlust (28. Oktober 1941), KKpt. Livio Piomarta              |
| Leonardo da Vinci    | Leonardo da Vinci    | CRDA Monfalcone   | 19.09.1938 | 16.09.1939 | 8.03.1940        | 17 Schiffe mit 120.243 BRT versenkt, Totalverlust (23. Mai 1943), KKpt. Gianfranco Gazzana Priaroggia    |
| Luigi Torelli        | Luigi Torelli        | OTO Muggiano      | 15.02.1939 | 6.01.1940  | 15.05.1940       | 42.871 BRT versenkt, ab 8. September 1943 UIT-25, dann japanisches I-504; 1946 von USN vor Kobe versenkt |
| Maggiore Baracca     | Francesco Baracca    | OTO Muggiano      | 1.03.1939  | 21.04.1940 | 10.07.1940       | 8.553 BRT versenkt, Totalverlust (8. September 1941)                                                     |
| Michele Bianchi      | Michele Bianchi      | OTO Muggiano      | 15.02.1939 | 3.12.1939  | 15.04.1940       | 27.626 BRT versenkt, Totalverlust (5. Juli 1941), KKpt Franco Tosoni Pittoni                             |